# Addi Hellwig
Addi Hellwig (* 1922 in Kassel; † September 1996 in  München) war ein deutscher Kaufmann und Produzent volkstümlicher Musik. Er war verheiratet mit der Volksmusiksängerin Maria Hellwig und somit Stiefvater von Margot Hellwig sowie Produzent des Volksmusikduos.
Addi Hellwig lernte Maria Fischer 1944 in Reit im Winkl kennen. Die beiden heirateten 1948. Addi Hellwig gründete in den 1950er Jahren mit seiner Frau eine Wanderbühne. Mitte der 1950er Jahre gründete er das „Enzian-Trio“, mit welchem er seine Frau Maria Hellwig anfangs musikalisch begleitete. Es entstanden erste Schallplattenaufnahmen, auf denen Lieder wie „In der Heimat allein wohnt das Glück“ oder „Wenn blaue Veilchen blühn“ zusammen mit Maria und Margot Hellwig erschienen. Er baute einen alten Kuhstall in Reit im Winkl zu einem Restaurant um, das seit der Eröffnung am ersten Weihnachtsfeiertag 1964 „Zum Kuhstall“ heißt. Die Führung des Restaurants, in dem auch Konzerte von Maria und Margot Hellwig stattfanden, unterstand dem Ehepaar Hellwig bis zum plötzlichen Tod Addi Hellwigs nach einem Herzinfarkt im September 1996.